# Porokolczak ceglasty

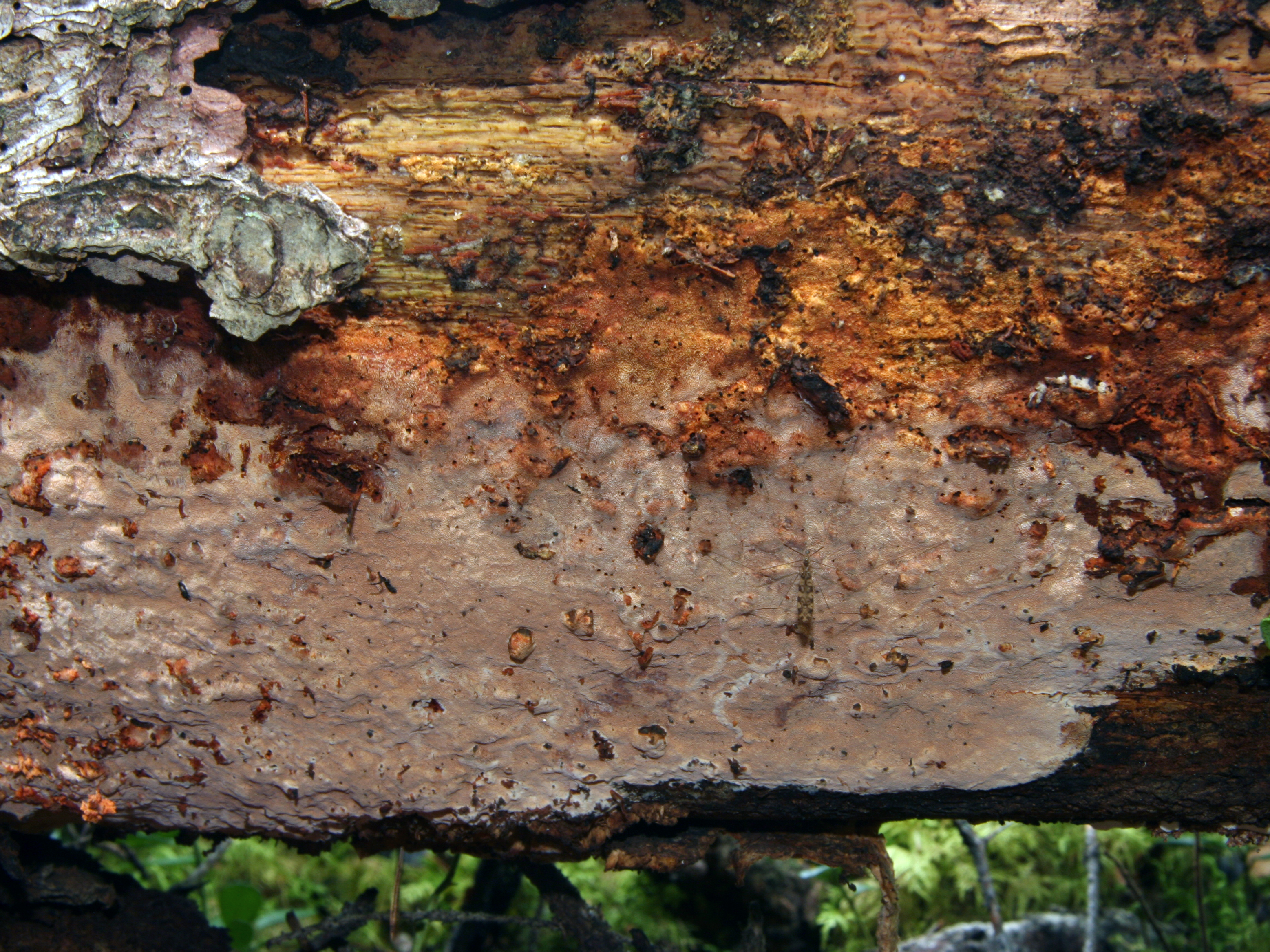

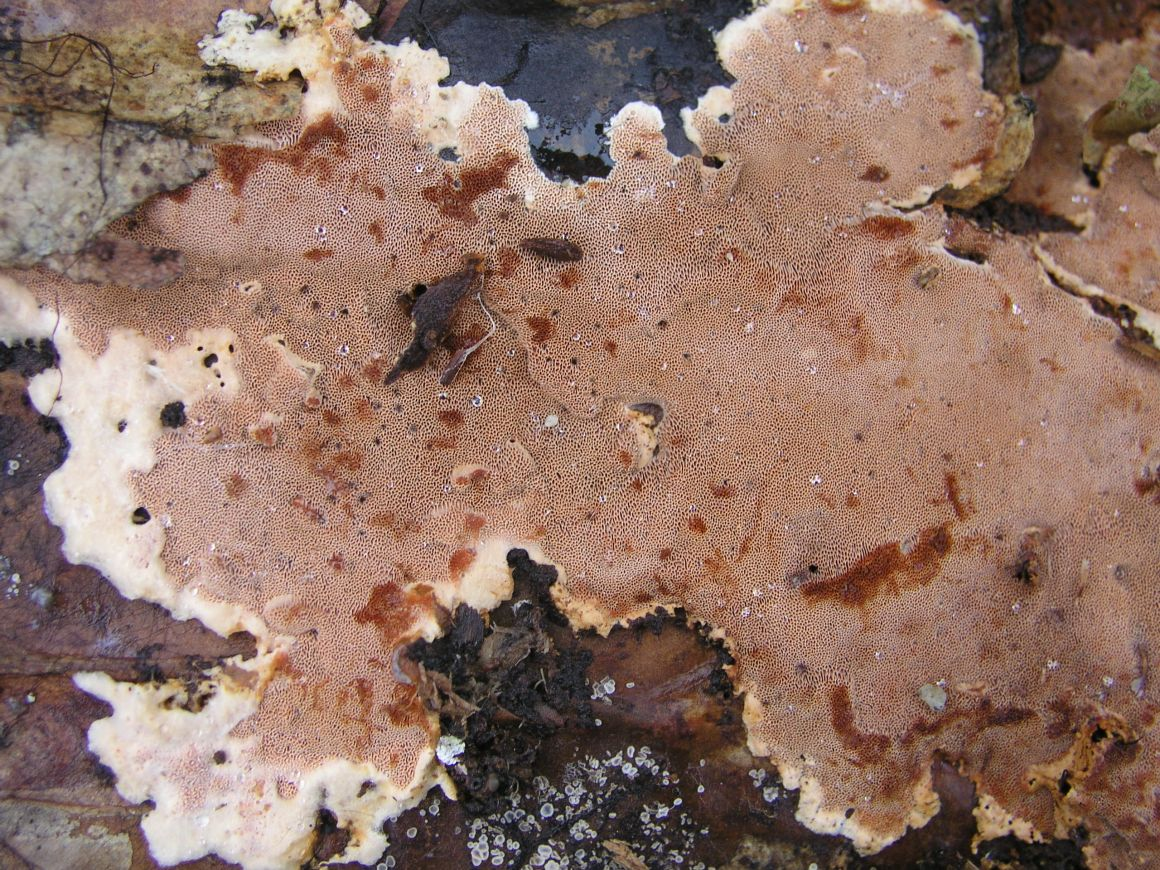

Porokolczak ceglasty (Junghuhnia collabens (Fr.) Ryvarden) – gatunek grzybów należący do rodziny ząbkowcowatych (Steccherinaceae).

## Systematyka i nazewnictwo
Pozycja w klasyfikacji według Index Fungorum: Junghuhnia, Steccherinaceae, Polyporales, Incertae sedis, Agaricomycetes, Agaricomycotina, Basidiomycota, Fungi.
Po raz pierwszy takson ten opisał w 1874 r. Elias Fries nadając mu nazwę Polyporus collabens. Potem zaliczany był do różnych innych rodzajów. Obecną, uznaną przez Index Fungorum nazwę nadał w 1972 r. Leif Ryvarden przenosząc go do rodzaju Steccherinum.
Ma 16 synonimów. Niektóre z nich:
- Chaetoporus collabens (Fr.) Pouzar 1967
- Irpex collabens (Fr.) Kotir. & Saaren. 2002
- Steccherinum collabens (Fr.) Vesterh. 1996[2].

Stanisław Domański w 1965 r. nadał mu polską nazwę włosak ceglasty, Władysław Wojewoda w 2003 r. zmienił ją na porokolczak ceglasty. Obydwie nazwy są niespójne z aktualną nazwą naukową.

## Morfologia
Owocnik
Rozpostarty, o nieregularnym kształcie, wydłużony, na leżących na ziemi pniach czasami osiągający długość do kilku metrów. Do podłoża jest silnie przyrośnięty, inkrustujący go i tworzący guzki. Powierzchnia u młodych owocników miękka, skórkowata i bladoceglasta, u starszych twardniejąca, czerwonobrunatna lub czerwonaworudawa z szafranowym lub fioletowopurpurowym odcieniem. Świeże owocniki po dotknięciu ciemnieją. Miąższ bardzo cienki (grubość do 0,5 mm), beżowy lub blado-brunatno-ceglasty. Brzeg płonny, nagi, wąski (o szerokości do 0,5 mm), początkowo białawy, później żółtawy, kremowoochrowy, jasnorudy, w niektórych miejscach zgrubiały i tworzący skórkowate i pilśniowe guzki grzybni o szafranowym odcieniu. Rurki tworzą jedną lub dwie warstwy. Mają długość 1–3 mm i tworzą zwartą warstwę lub niewielkie wysepki rozrzucone w jaśniejszym, płonnym subikulum. Mają gładkie brzegi białawo oprószone. Nalot ten po dotknięciu ściera się. Pory o średnicy 0,1–0,2 mm w liczbie 4–6 na mm, początkowo okrągławe lub kanciaste, potem dość nieregularne, czasami wydłużone.
Cechy mikroskopowe
System strzępkowy dimityczny. Strzępki generatywne w subukulum cienkościenne, rzadko rozgałęzione, ze sprzążkami, o średnicy przeważnie 2–6 µm, niektóre w pobliżu podłoża mają średnicę do 8 µm. Strzępki szkieletowe w subikulum szkliste, grubościenne, bezprzegrodowe, z rzadkimi rozgałęzieniami, o średnicy 2–6 µm. Strzępki tramy podobne. Cystydy częste do rzadkich, częściowo lub całkowicie inkrustowane, grubościenne. maczugowate, 40–70 × 9–11 µm, całkowicie osadzone lub wystające do 40 µm ponad hymenium. Obecne są również brzuchate, cienkościenne cystydiole o wymiarach 10–30 × 4–5 µm, ze sprzążką bazalną. Podstawki maczugowate, 4-sterygmowe, 10–15 × 4–5 µm ze sprzążkami bazalnymi. Bazydiospory cylindryczne, kiełbaskowate, szkliste, gładkie, nieamyloidalne, 3,5–5 × 1–1,5 µm.

## Występowanie i siedlisko
Najliczniejsze stanowiska porokolczaka ceglastego podano na Półwyspie Skandynawskim. Ponadto podano występuje w niektórych krajach Europy, Azji, w Rosji i na pojedynczych stanowiskach w Afryce, Meksyku, Japonii i na Nowej Zelandii. W Polsce do 2003 r. podano 3 stanowiska. Znajduje się na Czerwonej liście roślin i grzybów Polski. Ma status E – gatunek wymierający, którego przeżycie jest mało prawdopodobne, jeśli nadal będą działać czynniki zagrożenia.
Nadrzewny grzyb saprotroficzny. Występuje w lasach liściastych na martwym drewnie drzew iglastych. W Polsce notowano jego występowanie na jodle, świerku i sośnie, w Ameryce Północnej podano przypadki występowania także na drewnie liściastym. Powoduje białą zgniliznę drewna. Zbutwiałe drewno ma tendencję do laminowania, a w zaawansowanych stadiach często zawiera masę różowawej, płowożółtej grzybni.